# Mărunțișu, Dâmbovița
Mărunțișu este un sat în comuna Costeștii din Vale din județul Dâmbovița, Muntenia, România.
La sfârșitul secolului al XIX-lea, satul Mărunțișu era reședința comunei omonime, formată din el și din satele Tomșani, Poșta și Matracaua, cu 900 de locuitori. În comuna Mărunțișu funcționau două biserici.
În 1925, comuna era arondată plășii Titu din același județ. Ea avea 1253 de locuitori în satele Mărunțișu, Mărunțișu-Titu, Tomșani și în cătunele Matracaua și Poșta.
În 1950, a fost inclusă în raionul Titu din regiunea București și ulterior în timp a fost desființată și inclusă în comuna Costeștii din Vale, împreună cu o parte din comuna Costești. În 1968, comuna Costeștii din Vale a revenit la județul Dâmbovița, reînființat.